# Marc Ullmann
Pour les articles homonymes, voir Ullmann.
Marc Ullmann est un journaliste français né à Sainte-Adresse (Seine-Inférieure) le 21 septembre 1930 et mort le 7 juin 2014 à Paris.

## Biographie

### Famille
Il est le fils de Benjamin Ullmann, négociant en coton, et de Denise Ullmann née Lang. Il épouse Marion, la fille de Michel de Brunhoff. 

### Formation
Il se lance dans des études de droit et de sciences politiques mais les interrompt en 1950.

### Carrière
Il est d'abord journaliste à l'Agence économique et financière (où il traite d'économie internationale), puis correspondant du Monde en Scandinavie (1952-1955). 
Il a été chroniqueur sur RTL et a occupé le poste de rédacteur en chef adjoint de L'Express. 
En 1972, il rejoint l'émission Italiques, produite par Marc Gilbert à l'ORTF. Il a dirigé la rédaction des Échos et commenté la politique étrangère sur FR3 et à Paris Match, pour lequel il interviewe Bachir Gémayel et Ali Patrick Pahlavi.
Il fonde, en 1999, le Club des Vigilants, où il commente l'actualité iranienne, participe au Club Jean Moulin et à la Fondation Saint-Simon et en 2013, publie deux interviews sur le site des Vigilants : Le monde que nous leur laisserons et Urgences.

## Publications

### Livres
- De Gaulle et Israël, S.A. Presse-Union, 1969, 4 p.
- Quatre ans pour changer le monde, volume 24 de Libertés 2000, Robert Laffont, 1977, 200 p. - (en) Four Years to Change the World, Monterey Institute of Foreign Studies, 1978 - (es) Quatro anos para mudar o mundo, Difel, 1977, 164 p.
- L'État, c'est nous, Calmann-Lévy, 1994, 262 p.  (ISBN 2702123651 et 9782702123652)

### Articles
- (en) Security Aspects in French Foreign Policy, The Atlantic Community quarterly, 1974
- (en collaboration avec Jacques Andréani et Guillaume Demuth), Devenirs iraniens, Commentaire, No 120, hiver 2007-2008